# Valle de la Burunda

Escudo de la Burunda y de los municipios que la integran

Localización del valle de la Burunda en Navarra.

La Burunda es un valle histórico de la Comunidad Foral de Navarra, España, situado en la comarca de la Barranca. Está compuesto por los municipios de: Bacáicoa, Iturmendi, Urdiáin, Alsasua, Ciordia y Olazagutía, está recorrido por el río Araquil.

## Geografía
El valle está constituido por la cuenca alta receptora del río Araquil o Burunda en Álava, y por la del río Alzania, que confluye a un kilómetro escaso de Alsasua, formando casi ángulo recto. Cierran el valle las sierras de Urbasa al sur., Aralar al nordeste. y Alzania al noroeste., con lo que se forma un triángulo pétreo sin más acceso que por ambos extremos de la Barranca y el puerto de Echegarate al norte. Yendo Río Araquil abajo se sitúan las seis poblaciones del valle escalonándose en ambas laderas del río: Ciordia a la izquierda, Olazagutía a la derecha, Alsasua a la izquierda, Urdiáin, Iturmendi y Bacáicoa a la derecha, ocupando los fondos fértiles de la cuenca principal. El clima es lluvioso y frío, en invierno y templado en verano. Atempera un tanto a este clima la influencia sub-mediterránea procedente por un lado del valle del Zadorra y por otro del Arga.

## Historia
El historiador Hermilio de Onoriz apunta hacia un caballero esforzado llamado García Ximénez, señor de Abárzuza y Amescoa, fue elegido rey de Navarra en la ermita de San Pedro de la Burunda, cerca de Alsasua, el día 20 de enero del año 717, con asistencia de 600 nobles y el obispo de Pamplona. Daban por fundamento una bula de Gregorio II del 30 de agosto del mismo año en la que se confirmaría su elección. Ya Moret sospechó de su falsedad. Hoy se le tiene por documento apócrifo. El rey Sancho el Fuerte dio en 1208 a los hombres de Burunda y a los que vinieren a poblar allí, el fuero de Laguardia:

Que cada casa pagase dos sueldos de pechas al año, y nada más, ni hiciesen facenderas (labores). Que si alguno fuese acusado de hurto jurando el acusado con 6 hombres buenos que no lo cometió, fuese absuelto. Que ningún sayón, ni merino, entrase en sus casas para tomarles nada por fuerza, y que si entrase fuese muerto y sólo pagasen por el homicidio tres meajas. Que no tuviesen fuero malo de sayonía, abnuda, mañería ni vereda sino que fuesen francos, y que si sobre esto algún señor, merino o sayón les quisiese hacer fuerza, fuesen muertos y no pagasen homicidio. Que si algún poblador hiciese molino pagase en el primer año al rey 100 sueldos y no más. Que en cualquiera parte donde hallaren yermos labrasen y paciesen sus ganados. Que tomasen las aguas para regar las piezas, y hacer molinos, donde pudiesen hallarlas. Que si viniese infanzón o villano de fuera a pedirles juicio les respondiesen, e hiciesen derecho, en la puerta de la iglesia, y que no tuviesen fuero de batalla, de hierro ni de agua caliente.

Habiendo sido incendiada la iglesia de Alsasua, donde estaba el archivo del valle de Burunda, por los de Salvatierra de Álava, se perdió dicho privilegio y el rey Felipe III, con vista del de Laguardia lo renovó al valle en 1336, y lo confirmó Don CarlosII en 1375. En 1462 el rey  Juan II donó a Lanzarot, señor de Ciordia, por sus servicios, todas las rentas, derechos y emolumentos del peaje del rey en la tierra de Burunda, que dice podría ascender a 54 libras, y la pecha gallardiru o gallirdua o gaillurdirua, que pagaban los de dicha tierra, con la jurisdicción baja y mediana, para él y sus descendientes legítimos. En 1498 el rey Don Juan de Albret perdonó, para siempre, al valle de Burunda la pecha llamada gaillurdirua que dice era 2 sueldos y 6 dineros (Y. M.). La Barranca fue el portillo natural escogido por el ejército castellano de Fernando el Católico para invadir el Reino de Navarra. en 1512. El 21 de julio de este año, las tropas, acantonadas en Salvatierra de Álava, violaban la frontera navarra penetrando en la Burunda. A la cabeza de las mismas iban los beamonteses navarros con don Luis de Beaumont, hijo del conde de Lerín. El cronista oficial Luis Correa relata detalladamente esta entrada: 

E así, en esta orden, las banderas tendidas, entró en Navarra., y entrando en ella todos los lugares se le dieron, parte por miedo, parte por una vieja amistad que aquellos pueblos suelen tener con los condestables de Navarra. que son la cabeza de los beamonteses; y por esto dio el duque de Alba la delantera de las batallas a don Luis de Beaumont... El Duque mandó que ningún lugar de aquellos fuese maltratado de la gente de la guerra...

Las tropas castellanas acamparon el día 22 en Huarte-Araquil, rumbo a Pamplona. En 1575 fue encomendada al escribano Pérez de Huarte una investigación sobre diversos casos de brujería y prácticas supersticiosas que se habían registrado en el valle, especialmente en Ciordia y Urdiáin. En esta última localidad fue condenada a destierro la anciana María Martiz. Felipe IV eximió a los burundeses en 1630 y 1632, de contribuir a las obras y corveas reales, después de escuchar el alegato que éstos hicieron de ser este valle cuna de la monarquía navarra. Esta exención perduró hasta la supresión de los fueros vascos. Este valle fue testigo, durante la Primera Guerra Carlista, de la llamada Acción de la Venta de Alsasua. El 21 de abril de 1834 tuvo lugar el primer encuentro serio entre Tomás Zumalacárregui y Quesada, en Alsasua, donde el jefe carlista, teniendo a sus órdenes a Uranga y Villarreal, dejó maltrecho a Quesada. Quesada se dirigía con su división de Vitoria a Navarra. conduciendo de paso 500.000 reales para el ejército. Los liberales perdieron 50 hombres, entre ellos a varios oficiales.